# Bestemmingsplan (Nederland)

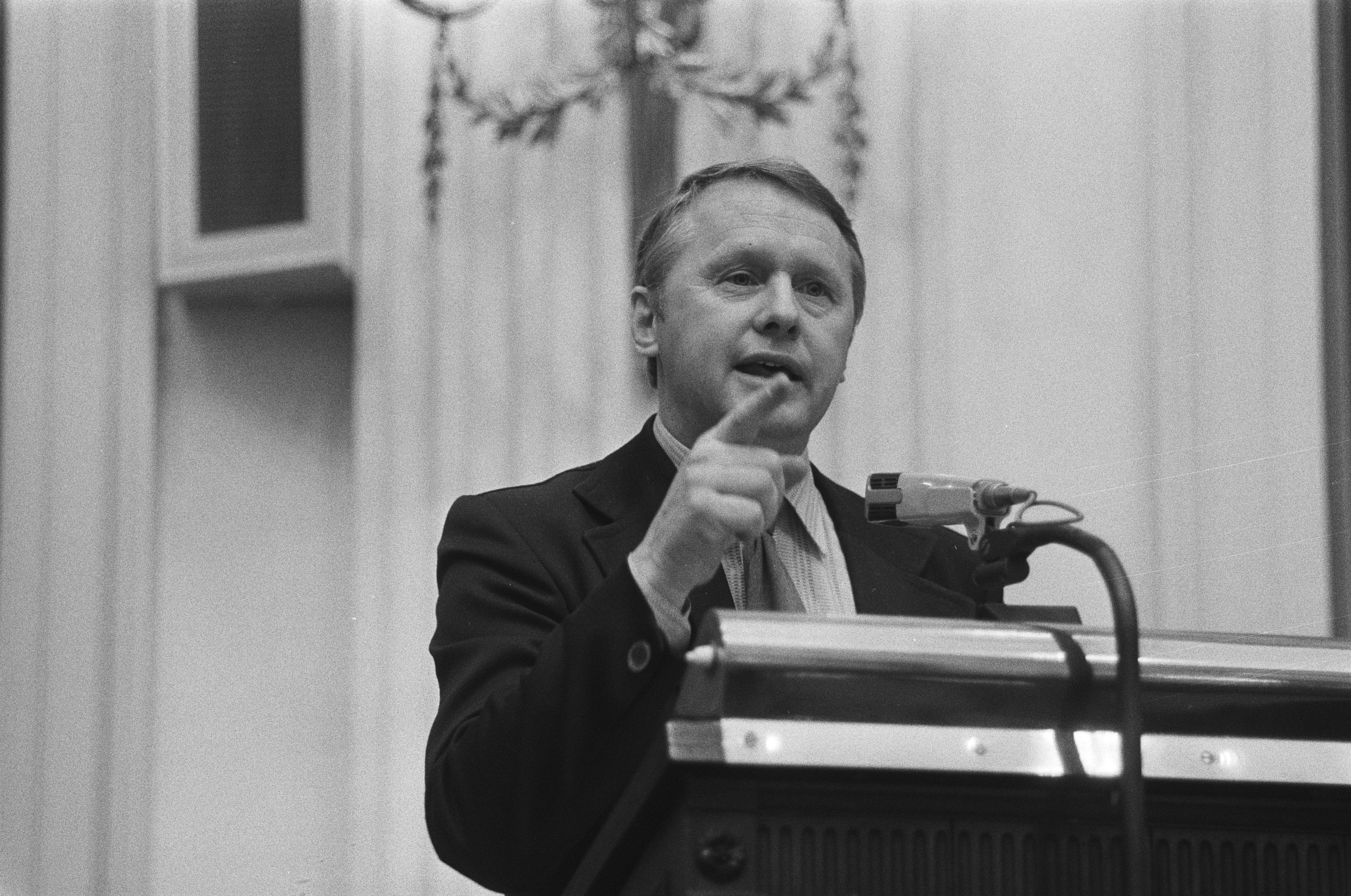
26 maart 1980: De Tweede Kamer behandelt het Integraal Structuurplan Noorden des Lands (PvdA woordvoerder Spieker)

Een bestemmingsplan in Nederland beschrijft wat er met de ruimte in een bepaalde gemeente mag gebeuren. Onder de Omgevingswet wordt deze planvorm vervangen door het omgevingsplan. 

## Achtergrond
Bij een bestemmingsplan is een ruimtelijke weergave van een bepaald gebied de belangrijkste gegevensbron. Wanneer de weergave beperkt blijft tot een plattegrond geldt: een bestemmingsplan is een kaart of tekening, waarop een omlijnd gebied is aangegeven en waarbinnen de bestemmingen in code of gearceerd zijn aangegeven. Daarbij kan apart worden omschreven waaraan die bestemmingen moeten voldoen. Bij handhaving en wijzigingen houdt dat in, dat er een ruimtelijke maatvoering moet worden bijgevoegd.
In het buitengebied hebben percelen vaak een agrarische bestemming. In een bestemmingsplan kan zijn aangegeven of er in een gebied een sportcomplex mag komen of bijvoorbeeld een camping. Er staat ook waar winkels, horeca en bedrijven mogen komen. Een provincie of de landelijke overheid (het Rijk) kan sinds de inwerkingtreding van de Wet ruimtelijke ordening op 1 juli 2008 ook een bestemmingsplan maken, dat het gemeentelijke bestemmingsplan nietig maakt; het inpassingsplan.
Het bestemmingsplan valt bestuursrechtelijk als plan onder de categorie "andere besluiten van algemene strekking". Bestemmingsplannen bevatten niet alleen regels over het grondgebruik, maar bijvoorbeeld ook over maximale hoogte en breedte van bouwwerken. In principe moet een bestemmingsplan elke tien jaar worden geactualiseerd. Past een bouwplan niet in het bestemmingsplan, dan kan de gemeente onder bepaalde voorwaarden ontheffing verlenen.
Een bestemmingsplan bepaalt welk gebruik en welke bebouwingsmogelijkheden van de gronden zijn toegelaten. De realisatie van de aan de gronden gegeven bestemming kan er niet mee worden afgedwongen, maar realisatie van andere bestemmingen kan er wel mee worden voorkomen.
Sinds de inwerkingtreding van de Wet ruimtelijke ordening is er als sneller alternatief voor het bestemmingsplan de beheersverordening beschikbaar voor gebieden waarvoor geen ruimtelijke ontwikkelingen voorzien zijn en alleen de bestaande situatie wordt vastgelegd.

## Onderdelen
Een bestemmingsplan kent twee onderdelen:
1. Een verbeelding of plankaart. Dit is een kaart met kadastrale ondergrond waarop de verschillende (sub)bestemmingen welke voor het plangebied van toepassing zijn visueel worden weergegeven. Alles wat op de verbeelding staat is verwoord in de regels.
2. De regels of voorschriften. In de regels wordt het gebruik geregeld dat voor de afzonderlijke bestemmingen mogelijk is. Daarnaast wordt opgenomen of er gebouwd mag worden binnen de bestemming en onder welke voorwaarden.

Daarnaast moet een bestemmingsplan vergezeld gaan van een toelichting (artikel 3.1.6. Besluit ruimtelijke ordening). De toelichting maakt geen onderdeel uit van het bestemmingsplan.
Hierin zijn de kenmerken van het buitengebied, een dorpskern of een stad of wijk vastgelegd. Daarnaast worden de beleidskaders van het rijk, de provincie of gemeente welke relevant zijn voor het plangebied in de toelichting opgenomen. Ook worden eventuele relevante (milieuhygiënische) aspecten in kaart gebracht en worden de ontwikkelingen voor het plangebied in kaart gebracht. De toelichting is er vooral om de bedoeling van het plan te verduidelijken en dient als motivering van het besluit tot vaststellen van het bestemmingsplan.
Zowel de verbeelding als de regels maken deel uit van het juridische kader van het bestemmingsplan. De toelichting is meer van ondersteunende aard.
Voor bestemmingsplannen die na 1 januari 2010 in procedure zijn gebracht (als ontwerp-bestemmingsplan ter inzage worden gelegd), geldt dat deze verplicht digitaal beschikbaar moeten worden gesteld.

## Bouwplannen
Als iemand in Nederland iets wil bouwen kan hij te maken krijgen met het ter plaatse geldende bestemmingsplan. Ieder bouwplan wordt door de gemeente getoetst op het bestemmingsplan. Als het bouwplan niet in het bestemmingsplan past, zal het bouwplan aangepast moeten worden. Een andere oplossing is een nieuw bestemmingsplan (laten) maken. De derde mogelijkheid is een ontheffing (voorheen vrijstelling; de zogenaamde artikel 19-procedure). Dit loopt vooruit op een nieuw bestemmingsplan.
Op een perceel mag uitsluitend gebouwd worden als op de verbeelding/plankaart een bouwblok (of bouwvlak) is aangegeven. Een bouwblok is een ruimtelijke figuur, waarvan het bouwvlak wordt aangegeven op een plankaart. Een gebouw mag alleen geplaatst worden binnen de grenzen van het bouwblok. Het bouwvlak mag tot een bepaald percentage bebouwd worden, bijvoorbeeld 70%.

Meestal is een bouwvlak van een arcering voorzien. Verschillende arceringen betekenen dat er verschillende voorwaarden aan bebouwing gesteld worden. (o.a. de hoogte). In plaats van arceringen worden ook kleuren gebruikt, die vaak bij kopieën niet worden weergegeven.
Bij het ontwerpen van een bouwplan moet men ervoor zorgen dat het bouwwerk voldoet aan de bouwtechnische eisen van het Bouwbesluit, aan redelijke eisen van welstand, aan de geldende bouwverordening en aan het bestemmingsplan. Bij bouwplannen in of nabij natuurgebieden, moet nagegaan worden wat het effect is van uitvoering van het plan op de staat van flora en fauna ter plekke en de nabije omgeving. Hiertoe wordt een inventariserend onderzoek uitgevoerd. De resultaten van dit onderzoek worden bij de vaststellingsprocedure betrokken. (zie ook Wet natuurbescherming). 
Gemeenten dienen als bevoegde overheid sinds het in werking treden van de Wet op de Archeologische Monumentenzorg in 2007 bij het opstellen van een bestemmingsplan op te nemen hoe zij omgaan met de aanwezige en te verwachten archeologische waarden. Normaliter worden er op basis van de informatie op de archeologische waarden- en verwachtingskaart vrijstellingsgrenzen voor archeologisch onderzoek voor verschillende beleidszones opgesteld. Hoe groter de kans op archeologische resten, des te lager wordt de vrijstellingsgrens. In de planregels en op de verbeelding wordt dit doorgaans vertaald in een dubbelbestemming Waarde - Archeologie. Stelt de gemeente archeologisch onderzoek op een locatie en voor specifieke ingrepen in het kader van een vergunningaanvraag verplicht, dan dient een archeologisch vooronderzoek (waardestellend archeologisch onderzoek) uitgevoerd te worden. Op basis van die waardestelling kan de gemeente als bevoegde overheid een besluit nemen: behoud in-situ, behoud ex-situ of geen behoud.
Sinds de inwerkingtreding van het Besluit ruimtelijke ordening op 1 januari 2012 speelt een soortgelijke kwestie voor de discipline cultuurhistorie, en dan met name in engere zin, dat wil zeggen historische geografie. Gemeenten moeten als bevoegde overheden in de toelichting op het bestemmingsplan aangeven hoe zij omgaan met de aanwezige cultuurhistorische waarden. Aanwezige waarden worden al in meerdere gemeenten beschermd door een dubbelbestemming Waarde - Cultuurhistorie (of een aanverwante dubbelbestemming) met daaraan verbonden planregels. Aan een initiatiefnemer komt de plicht om, eventueel op basis van een onderzoek, aan te tonen dat zijn plannen de aanwezige cultuurhistorische waarden niet aantasten.

## Artikel 19-procedure (sinds 1 juli 2008 vervallen)
Vrijstelling van het bestemmingsplan betekende dat iemand zijn plan tóch mocht uitvoeren, ook al past het niet in het bestemmingsplan. Voor april 2000 was het zo dat gemeenten na het verlenen van een vrijstelling het bestemmingsplan moesten herzien, daarna volstond een goede ruimtelijke onderbouwing, bijvoorbeeld in de vorm van een structuurplan of structuurvisie waarin toekomstige ontwikkelingen worden geschetst. Burgers konden een zienswijze indienen tegen een vrijstellingsbesluit. De artikel 19-procedure was er in een 'zware' en een 'lichte' vorm, met een lange procedure en een korte procedure.

## Projectbesluit (vervallen met inwerkingtreding van deWabo)
Met de inwerkingtreding van de Wro is de vrijstelling (artikel 19) verdwenen. De politieke achtergrond daarvan is dat in de praktijk te vaak naar de kortere artikel 19-procedure werd gegrepen om de langere en zorgvuldigere bestemmingsplanprocedure te vermijden. Het in de Wro nieuwe projectbesluit is het meest met de vroegere vrijstelling is te vergelijken.
Op grond van artikel 3.10 Wro heeft de gemeenteraad de bevoegdheid om ter verwezenlijking van een project van gemeentelijk belang, in afwijking van een geldend bestemmingsplan, een projectbesluit te nemen. Op de voorbereiding van een projectbesluit is afdeling 3:4 Awb van toepassing. De kennisgeving van het besluit moet tevens in de Staatscourant worden gepubliceerd (artikel 3.11 lid 1 onder b.). Artikel 3.10 lid 2 bepaalt dat het projectbesluit een goede ruimtelijke onderbouwing van het project bevat.
Na een projectbesluit dient alsnog een bestemmingsplan te worden vervaardigd. Binnen één jaar nadat het projectbesluit onherroepelijk is geworden moet een ontwerpbestemmingsplan ter inzage worden gelegd, waarin het projectbesluit is ‘ingepast’. Deze termijn kan met twee, respectievelijk
vier jaar worden verlengd als onder meer aannemelijk is dat de inpassing kan samenvallen met de genoemde 10-jaarlijkse actualisatie. De bevoegdheid tot het invorderen van bouwleges wordt opgeschort tot het tijdstip waarop het bestemmingsplan is vastgesteld waarin het projectbesluit is ingepast.
De ruimtelijke onderbouwing bevat op grond van artikel 5.1.3 Bro ten minste de volgende aspecten:
- een beschrijving van de strijdigheid van de voorgenomen ontwikkeling met het vigerende (bestemmings)plan;
- de verhouding tussen de voorgestelde ontwikkeling en het rijksbeleid, het provinciale beleid, het regionale beleid en het gemeentelijke beleid;
- een beschrijving van de wijze waarop in het plan rekening is gehouden met de gevolgen voor de waterhuishouding;
- een beschrijving van de gevolgen van de geplande ontwikkeling voor de in de grond aanwezige of te verwachten monumenten;
- voor zover nodig een beschrijving van de wijze waarop rekening is gehouden met overige waarden van de in het plan begrepen gronden en de verhouding tot het aangrenzende gebied (bijvoorbeeld landschappelijk karakter omgeving, verkeerskundige gevolgen, ecologie, geluid, toepasselijkheid Bevi);
- een beschrijving van de wijze waarop krachtens hoofdstuk 5 van de Wet milieubeheer vastgestelde milieukwaliteitseisen bij het besluit zijn betrokken (luchtkwaliteit);
- een beschrijving van de wijze waarop burgers en maatschappelijke organisaties bij de totstandkoming van het besluit zijn betrokken;
- Inzichten over de uitvoerbaarheid van het besluit (economische en maatschappelijke haalbaarheid).

### Tijdelijke vrijstelling (vervallen)
De Wet op de ruimtelijke ordening geeft ook de mogelijkheid voor een tijdelijke vrijstelling (artikel 17). Voor een nieuwe woonwijk is er bijvoorbeeld nog geen gedetailleerd bestemmingsplan, maar misschien vindt de gemeente het wel goed voor de wijk als winkeliers zich er gaan vestigen. Deze vrijstelling duurt maximaal vijf jaar. Er geldt ongeveer dezelfde gang van zaken als voor de artikel 19-procedure. De Artikel 19-procedure is niet meer van toepassing.

### Bouwplannen van de gemeente zelf
Uiteraard moeten ook de projecten die de gemeente zelf ontwikkelt, passen in het bestemmingsplan. Als een ontwikkelingsplan voor een gebied niet overeenkomt met het bestaande bestemmingsplan, kan de gemeente het bestemmingsplan herzien. Voor deze herziening geldt een uitgebreide procedure met mogelijkheden tot inspraak, bezwaar en beroep.

### Inspraak, zienswijze en beroep
Er zijn twee, soms drie, mogelijkheden voor een burger die het ergens niet mee eens is en die invloed wil uitoefenen op de vaststelling van het bestemmingsplan:
- Inspraak: Voordat de gemeente een bestemmingsplan opstelt, zet zij haar ideeën op papier. Vervolgens peilt de gemeente de mening van de bevolking en van andere belanghebbenden. Dit kan onder andere door middel van een inspraakbijeenkomst. Tijdens die bijeenkomsten kan het er soms hard aan toegaan. Bijna niemand vindt het leuk als bijvoorbeeld een fabriek zich op een steenworp afstand van zijn huis wil vestigen. Daarnaast kunnen burgers hun mening schriftelijk kenbaar maken bij de gemeente. Deze fase is niet wettelijk verplicht.
- Zienswijzeprocedure
- Beroep instellen

### Formele procedure
De procedure voor een bestemmingsplan volgt de gebruikelijke Uniforme Openbare Voorbereidingsprocedure uit de Awb:
1. Ontwerp-bestemmingsplan Na de inspraakprocedure, stelt de gemeente een ontwerp-bestemmingsplan op. Gedurende zes weken kan het plan worden ingezien, in het gemeentehuis en vaak ook in de leeszaal van de bibliotheek. Regionale dagbladen en huis- aan huisbladen maken hier melding van. Per 1 januari 2010 is het wettelijk verplicht om het ontwerp-bestemmingsplan digitaal beschikbaar te maken via het internet. De plannen kunnen via de website van de desbetreffende gemeente of via www.ruimtelijkeplannen.nl bekeken worden. Het is mogelijk om zienswijzen schriftelijk of mondeling kenbaar te maken. Als dat wordt gedaan, is het mogelijk dat indieners (facultatief) een uitnodiging krijgen om de zienswijze mondeling voor een commissie van raadsafgevaardigden te komen toelichten.
2. Vaststellen bestemmingsplan De gemeenteraad is verplicht om het bestemmingsplan binnen twaalf weken na afloop van de terinzagetermijn vast te stellen. Vervolgens geeft de gemeente het plan binnen twee weken na vaststelling opnieuw 6 weken ter inzage aan de burgers. Na deze 6 weken treedt het bestemmingsplan inwerking, tenzij om een voorlopige voorziening is verzocht. In tegenstelling tot de normale gang van zaken bij een voorlopige voorziening, heeft bij een bestemmingsplanprocedure het verzoek zelf al een opschortende werking.
3. Beroep De personen die zienswijzen hebben ingediend kunnen vervolgens indien wenselijk beroep aantekenen bij de sector bestuursrecht van de 'Raad van State'. Ook kan door iedereen beroep ingesteld worden op wijzigingen die door de gemeenteraad zijn gedaan.

Onder de Wet op de Ruimtelijke Ordening (WRO) zat er tussen vaststelling en beroep nog een fase, de bedenkingenfase.
De gemeente moest het plan voorleggen aan de provinciale overheid.
Diegenen die zienswijzen ingediend hadden bij de gemeenteraad, konden een bedenking indienen bij Gedeputeerde Staten als zij het niets eens waren met de reactie op hun zienswijze. Ook op wijzigingen door de gemeenteraad konden bedenkingen ingediend worden, dat kon door iedereen. De Gedeputeerde Staten beoordeelde de bedenkingen en keurde het bestemmingsplan goed, of kon (op onderdelen) goedkeuring onthouden. Goedkeuring onthouden betekende dat het bestemmingsplan op die onderdelen vernietigd werd.
Na dit besluit omtrent goedkeuring werd het bestemmingsplan opnieuw 6 weken ter inzage gelegd. Binnen die periode kon men beroep instellen bij de Raad van State (zie hierboven. Na afloop van de terinzagelegging trad het bestemmingsplan in werking).

### 'Korte' artikel 19-procedure 3 (vervallen)
Deze eenvoudige procedure geldt voor beperkte uitbreidingen van onder andere woningen, gebouwen voor openbare nutsvoorzieningen, openbaar vervoer of wegverkeer, kleine kassen en agrarische bedrijfsgebouwen van lichte constructie en voor gebruikswijzigingen van kleine gebouwen in de bebouwde kom. Dit zijn de te volgen stappen:
1. Burgemeester en wethouders beslissen binnen acht weken na ontvangst van de aanvraag om vrijstelling of de aanvraag wel of niet wordt toegewezen. Als hij wordt toegewezen treedt de artikel 19-procedure in werking. De aanvraag wordt dan ter inzage gelegd.
2. Iedereen heeft dan zes weken om schriftelijk te reageren.
3. Burgemeesters en wethouders moeten binnen vier weken een besluit nemen over het verlenen van de vrijstelling.
4. Bezwaarschriften moeten binnen zes weken bij B & W worden ingediend. Een verzoek om voorlopige voorziening kan worden ingediend bij de president van de rechtbank.
5. Bij ongegrond verklaren bezwaarschrift kan iemand binnen zes weken beroep instellen bij de rechtbank.
6. Hoger beroep kan binnen zes weken worden ingesteld bij de Afdeling bestuursrechtspraak van de Raad van State.

### 'Lange' artikel 19-procedure (vervallen)
Deze procedure geldt voor de meeste (grote) bouwprojecten. Dit zijn de te volgen stappen:
1. Bij de voorbereiding van een vrijstelling peilt de gemeente de mening van de bevolking en andere belanghebbenden (inspraak).
2. De gemeenteraad beslist binnen acht weken na ontvangst van de aanvraag om vrijstelling of de aanvraag wordt afgewezen of dat de artikel 19-procedure wordt gestart. In het laatste geval wordt de aanvraag ter inzage gelegd.
3. Schriftelijke zienswijzen tegen de aanvraag om vrijstelling indienen binnen zes weken.
4. De gemeenteraad beslist binnen acht weken tot het aanvragen van een 'verklaring van geen bezwaar' bij Gedeputeerde Staten.
5. GS nemen binnen acht weken een beslissing over die aanvraag.
6. De gemeenteraad moet binnen twee weken een besluit nemen over het verlenen van de vrijstelling.
7. De gemeenteraad kan de procedure delegeren aan het college van burgemeester en wethouders.
8. Bezwaarschriften binnen zes weken indienen bij de gemeenteraad. Verzoek om voorlopige voorziening indienen bij de President van de rechtbank.
9. Bij ongegrond verklaren bezwaarschrift: binnen zes weken beroep instellen bij de rechtbank.
10. Hoger beroep binnen zes weken instellen bij de Afdeling bestuursrechtspraak van de Raad van State.

### Planschade
Bij een bestemmingsplanwijziging of een vrijstelling van het bestemmingsplan is niet uitgesloten dat objecten in de directe omgeving minder waard worden doordat bijvoorbeeld het uitzicht mogelijk belemmerd wordt. In dat geval is sprake van vermogensschade. Vroeger kwam deze op grond van artikel 49 van de Wet op de Ruimtelijke Ordening voor vergoeding in aanmerking.
Sinds de invoering van de Wet ruimtelijke ordening (Wro)is dit geregeld in afdeling 6.1 van die wet.
Deze schade wordt ook wel planschade genoemd. Om in aanmerking te komen voor schadevergoeding zijn drie zaken van belang:
- de betrokkene kon de schade niet voorzien toen hij de onroerende zaak kocht (actieve risicoaanvaarding);
- de betrokkene heeft niet stilgezeten om schade te verkomen (passieve risicoaanvaarding);
- vergoeding van de schade is niet al op een andere wijze verzekerd (bv. door onteigening)

Daarnaast geldt dat eventuele positieve gevolgen van dezelfde bestemmingsplanwijziging verrekend worden.
Sinds de Wro geldt bovendien een eigen risico van in elk geval 2% waardedaling.
Een verzoek om schadevergoeding wordt ingediend bij de gemeente. Een planschadeprocedure kan al gauw enkele jaren duren.

### Voorbereidingsbesluit
Als de gemeente een bestemming van een stuk grond wil veranderen, is het niet gewenst dat er nog bouwvergunningen worden verstrekt voor realisering van de huidige bestemming. Om ongewenste ontwikkelingen tegen te gaan, kan de gemeente een voorbereidingsbesluit nemen. Dat is een besluit waarbij de gemeente verklaart dat voor een bepaald gebied een nieuw bestemmingsplan wordt voorbereid. Dit besluit heeft een werkingsduur van een of twee jaar. Het voorbereidingsbesluit heeft tot gevolg dat het college van Burgemeester en Wethouders bouwvergunningen nog niet kan afgeven. Deze zogeheten aanhoudingsplicht kunnen B en W onder bepaalde voorwaarden doorbreken. Als binnen de werkingsduur van een voorbereidingsbesluit een nieuw bestemmingsplan in procedure wordt gebracht, kan de aanhoudingsplicht doorlopen totdat het bestemmingsplan in werking is getreden. De aanhoudingsplicht vervalt eerder, wanneer de gemeente de termijnen in de bestemmingsplanprocedure overschrijdt. Tegen een voorbereidingsbesluit kan geen bezwaar en beroep worden gemaakt omdat het besluit op de negatieve lijst bij artikel 8:5 van de Algemene wet bestuursrecht is geplaatst.

### NIMBY-procedure (vervallen)
Als de rijksoverheid een project wil realiseren dient de gemeente zijn bestemmingsplan aan te passen. Als de gemeente hieraan niet wil meewerken, bijvoorbeeld omdat bewoners zich daar sterk tegen verzetten, kon de rijksoverheid een NIMBY-procedure toepassen, een dwangmaatregel. In de praktijk kwam dat slechts één keer voor en wel in Schinveld, waar de maatregel na enige tijd ook weer werd ingetrokken, nadat de Raad van State had geoordeeld dat het NIMBY-besluit nooit genomen had mogen worden, omdat het besluit onvoldoende onderbouwing had. Bij de inwerkingtreding van de nieuwe Wet ruimtelijke ordening op 1 juli 2008 is de NIMBY-procedure afgeschaft.

## Trivia
- Zanger Robert Long benoemt het bestemmingsplan in zijn zeer cynische lied Toe maar jongens de beuk erin: "De laatste bomen gaan eran, als deel van een bestemmingsplan. Een stankgolf hier een roetwolk daar, de industrie moet voort nietwaar."